# 박찬범 (조선귀족)
박찬범(朴贊汎, 1917년 8월 17일 ~ 1986년 11월 23일)은 일제강점기의 조선귀족으로, 본관은 반남, 본적은 서울특별시 동대문구 숭인동이며 후작 박영효의 손자이다.

## 생애
1939년 11월 15일 자신의 할아버지였던 박영효가 받은 후작 작위를 승계받았으며 1939년부터 1941년까지 조선총독부 내무국 사회과 촉탁으로 근무했다.
1940년 일본 정부로부터 일본 기원 2600년 축전 기념장을 받았으며 1940년 11월 동창광업주식회사 취체역(이사)로 선임되었다. 1942년 1월 15일 일본 정부로부터 정5위에 서위되었으며 1942년 12월 동창광업주식회사 대표취체역(대표이사)로 선임되었다. 광복 이후인 1949년 8월 2일 반민족행위특별조사위원회에 불구속 송치되기도 했다.
민족문제연구소의 친일인명사전 수록자 명단의 수작/습작 부문, 친일반민족행위진상규명위원회가 발표한 친일반민족행위 705인 명단에 포함되었다.

## 참고자료
- 친일반민족행위진상규명위원회 (2009). 〈박찬범〉. 《친일반민족행위진상규명 보고서 Ⅳ-7》. 서울. 274~277쪽.